# Moneda de 2 centavos de Estados Unidos
La moneda de dos centavos fue acuñada por la Casa de Moneda de los Estados Unidos para su circulación desde 1864 hasta 1872 y para coleccionistas en 1873. Diseñada por James B. Longacre, tuvo acuñaciones decrecientes cada año, ya que otras monedas menores como la moneda de cinco centavos resultaron ser más populares. Su producción fue abolida por la Ley de la Moneda de 1873.

## Comienzos
Una moneda de dos centavos había sido propuesta en 1806 por el senador por Connecticut Uriah Tracy, junto con una moneda de veinte centavos o «doble moneda de diez centavos». Como reflejo de la opinión prevaleciente en ese momento de que las monedas deberían contener su valor en metal, el proyecto de ley de Tracy disponía que la moneda de dos centavos estuviera hecha de vellón, una aleación que contiene un bajo porcentaje de plata. El director de la Casa de Moneda, Robert Patterson, se opuso al proyecto de ley por la dificultad en recuperar la plata al volver a fundir las monedas. Aunque la legislación de Tracy fue aprobada en el Senado dos veces, en 1806 y 1807, fracasó en la Cámara de Representantes. Patterson envió un botón de latón con dos de los cospeles de vellón que se habrían utilizado para las monedas a Tracy, mostrando lo difícil que sería prevenir la falsificación. La Casa de Moneda consideró una moneda de dos centavos en 1836, y los experimentos fueron realizados por el segundo grabador Christian Gobrecht y el fundidor y refinador Franklin Peale. La pieza iba a ser nuevamente de vellón, y la disposición para la moneda se incluyó en los primeros borradores de la Ley de la Moneda de 1837, pero la propuesta se abandonó cuando Peale pudo demostrar que se podía falsificar fácilmente.
Durante gran parte del siglo xix la moneda de un centavo era de cobre y de gran diámetro, que contenía aproximadamente su valor facial en metal. Estas monedas eran impopulares, y en 1857, después de recibir la aprobación del Congreso, la Casa de Moneda comenzó a emitir el centavo Águila volando, de las mismas dimensiones del posterior centavo Lincoln, pero algo más grueso y hecho de una aleación de cobre y níquel. Estas monedas circularon de buena forma, y aunque el diseño no se acuñó bien y fue reemplazado por el centavo Cabeza de indio en 1859, se siguieron utilizando de forma común hasta que todas las monedas federales desaparecieron de la circulación en gran parte de Estados Unidos en 1861 y 1862, durante el periodo de agitación económica de la guerra civil estadounidense. Esto sucedió porque muchos norteños temían que si la guerra terminaba mal, el papel moneda y los bonos del gobierno podrían perder su valor. Este vacío se llenó, entre otras cosas, con emisiones de fichas privadas, a veces de cobre-níquel que se aproximaban al tamaño del centavo, pero a menudo con piezas más delgadas de bronce.
Este hecho no dejó indiferente a los funcionarios del gobierno, y, cuando en 1863 intentaron devolver las monedas a la circulación, se consideró el uso de monedas de bronce que no contendrían su valor facial en metal. En su informe anual presentado el 1 de octubre de 1863, el director de la Casa de Moneda, James Pollock, señaló que: «mientras que las personas esperan un valor total [de metal base] en sus monedas de oro y plata, simplemente quieren el dinero inferior por conveniencia para realizar pagos exactos». Observó que las fichas de centavos privados a veces contenían tan solo una quinta parte de un centavo en metal, pero aun así circulaban. Propuso que el centavo de cobre-níquel se reemplazara por una pieza de bronce del mismo tamaño. Pollock también quería eliminar el níquel como metal de acuñación, ya que sus duras aleaciones destruyeron cuños y maquinaria. El 8 de diciembre, Pollock le escribió al secretario del Tesoro, Salmon P. Chase, proponiéndole un centavo de bronce y una moneda de dos centavos, y adjuntando patrones de esta última que había preparado.